# Katrin Dahl Jakobsen
Katrin Elisabeth Dahl Jakobsen (Tórshavn, 1951. május 20.) feröeri tanár és politikus, a Javnaðarflokkurin tagja.

## Pályafutása
1982-ben szerzett tanári diplomát. 1997 óta a gyermekjóléti bizottság tagja.
1998-ban, 2002-ben és 2008-ban beválasztották a Løgtingbe; 2004 és 2008 között póttag volt. Jelenleg a gazdasági bizottság elnöke. Emellett Tórshavn község tanácsának is tagja.

## Magánélete
Szülei Edith és Pauli Dahl. Férje néhai Martin Jakobsen. Négy gyermekével együtt Tórshavnban él.

## Fordítás
- Ez a szócikk részben vagy egészben a Katrin Dahl Jakobsen című norvég Wikipédia-szócikk ezen változatának fordításán alapul.  Az eredeti cikk szerkesztőit annak laptörténete sorolja fel. Ez a jelzés csupán a megfogalmazás eredetét és a szerzői jogokat jelzi, nem szolgál a cikkben szereplő információk forrásmegjelöléseként.